# حرية الاعتقاد في إيران
تتأثر حرية الاعتقاد في إيران (بالإنجليزية: Freedom of religion in Iran)‏ بالثقافة الإيرانية، والديانة الرئيسة، والسياسة. تعد إيران جمهوريةً إسلاميةً رسميًا وتطبق تعاليم دين الإسلام، إذ ينص دستور جمهورية إيران الإسلامية على أن الديانة الرسمية للدولة هي المذهب الإسلامي الشيعي ومذهب الجعفرية الإثنى عشرية، وينص أيضًا على ضرورة الاحترام الكامل للمذاهب الإسلامية الأخرى وحرية متبعيها في ممارسة شعائرهم الدينية وفقًا لما جاء في مذاهبهم. ينص الدستور الإيراني أيضًا على اعتبار الزرادشتية، واليهودية، والمسيحية فقط ضمن الأقليات الدينية المُعترف بها. اعتاد السكان على مشاركة غير المسلمين المجتمعية بفعل الوجود المستمر للطوائف قبل الإسلامية وغير المسلمة بالدولة مثل الزرادشتيين، واليهود، والمسيحيين. ولكن بالرغم من الاعتراف الرسمي بهذه الأقليات الدينية من قبل الحكومة الإيرانية، تؤدي بعض أفعال الحكومة إلى خلق «بيئة تهدد بعض الأقليات الدينية».
في 27 أكتوبر / تشرين الأول 2020، أصدر وزير الخارجية الأمريكي مايك بومبيو بيانًا بمناسبة اليوم العالمي للحرية الدينية، مُعلنًا أن ثلاثة من أفظع منتهكي الحرية الدينية في العالم - جمهورية الصين الشعبية وإيران وكوريا الشمالية - قد لجأوا إلى تدابير قسرية لإسكات الصمت، كثفوا شعبهم.

## الديمغرافيا الدينية
تبلغ مساحة دولة إيران نحو 1636000 كيلومتر مربع، ويصل تعدادها السكاني إلى 69 مليون نسمة تقريبًا. وصلت نسبة المسلمين في عام 2006 إلى 98%، وتُقدر نسبة الشيعة بينهم بنحو 89%، والسنة بنحو 9%، وأغلبهم من الترك والعرب والبلوش والأكراد ممن يعيشون في الجنوب الغربي والجنوب الشرقي والشمال الغربي من إيران. قدّرت بعض التقارير وجود مسلمين بتعداد يتراوح بين 2 إلى 5 ملايين مسلم يمارسون الشعائر الصوفية مقارنةً بأعدادهم التي قُدرت بنحو 100000 مسلم فقط عام 1979، على الرغم من عدم وجود أي إحصائيات رسمية لتعداد السكان الإيرانيين المتبعين للمذهب الصوفي الإسلامي.
يمثل البهائيون والمسيحيون والزرادشتيون والمندائيون واليهود نسبة 2% من السكان. ويعَد المجتمع البهائي في إيران أكبر الأقليات الدينية غير المسلمة؛ إذ يتراوح تعدادهم بين 300000 إلى 350000 بهائي على مستوى الدولة. وتتراوح تقديرات تعداد اليهود في إيران بين 20000 إلى 30000 يهودي. وتبين هذه الأرقام تناقصًا ملحوظًا في أعداد اليهود المقيمين في إيران، الذين تراوحت أعدادهم بين 75000 إلى 80000 يهودي قبل الثورة الإيرانية عام 1979. طبقًا لأرقام الأمم المتحدة، وصل عدد المسيحيين إلى 300000 مسيحي تقريبًا، وكان أغلبهم من العرق الأرميني. بينت بعض التقديرات غير الرسمية أن عدد السكان الآشوريين المسيحيين يصل إلى 10000 مسيحي تقريبًا. كان هناك أيضًا بعض الطوائف البروتستانتية، بما يتضمن الكنائس الإنجيلية. يتراوح عدد المندائيين والسبئيين، وهما طائفتان يعتمد دينهما على المعتقدات الغنوصية ما قبل المسيحية، بين 5000 إلى 10000 شخص، ويسكن أعضاء هاتين الطائفتين بمحافظة خوزستان الإيرانية في الجنوب الغربي للبلاد. وبحلول عام 2006، ظهرت مؤشرات تفيد بزيادة معدلات الهجرة بين أعضاء الأقليات الدينية عما كانت عليه سابقًا.

## حالة الحرية الدينية
على الرغم أن الدستور الإيراني ينص على «منع التحقيق في معتقدات الأفراد» وأنه «لن يتعرض أي مواطن للمضايقات أو الانتقادات بسبب إيمانه بأحد المعتقدات»، فلا يحظى متبعو الأديان غير المحمية بموجب الدستور الإيراني بحرية ممارسة شعائر أديانهم. يؤثر هذا مباشرة على الديانة البهائية. تَعتبر الحكومة الإيرانية الديانة البهائية، التي نشأت في البداية مع حركة إسلامية داخلية، طائفةً ضالةً متمردةً. 
وافق مجلس تشخيص مصلحة النظام في عام 2004 على إلحاق مذكرة بالمادة 297 من قانون العقوبات الإسلامية  لتحصيل ديات متساوية عند جرائم القتل ضد المسلمين وغير المسلمين. استُبعدت جميع النساء والبهائيون الرجال من أحكام المساواة لهذا القانون. وطبقًا لهذا القانون، يُستباح دم البهائيين أو كل من يتزوج منهم أو يساعدهم أو يشترك معهم في أي شيء، وهذا يعني أنه يمكن لقاتلهم أن يفلت من العقاب.
تشحن الحكومة العاطفة المعادية للبهائية في الدولة. وصرح بعض مسؤولي الحكومة أن البهائيين ليسوا أقليةً دينيةً، ولكنهم منظمة سياسية مرتبطة بنظام الشاه، لذا يرونها معاديةً للثورة الإيرانية ومتورطةً في أنشطة تجسسية. ومع ذلك، ذكر المسؤولون الحكوميون أن جميع البهائيين، أفرادًا، لهم الحق في اختيار معتقداتهم، وأنهم تحت حماية المواد الأخرى من الدستور بصفتهم مواطنين إيرانيين. حاول ممثل إيران بالأمم المتحدة عدة مرات -ولو أنه لم ينجح- بإقناع المجتمع الدبلوماسي للأمم المتحدة بأن الطائفة البهائية منظمة سياسية لها تاريخ من الأنشطة الإجرامية المعادية للحكومة الإيرانية، وذلك بين عامي 1982 حتى 1984. ردت الأمم المتحدة على اتهامات الحكومة الإيرانية بتصريحها بعدم وجود أي أدلة على هذه الادعاءات الإيرانية وأن المجتمع البهائي في إيران أكد على ولائه للدولة. أشارت الأمم المتحدة إلى التعاليم البهائية التي توصي بطاعة الحكومة وصرحت أن اشتراكهم في أي أعمال تخريبية معادية للحكومة سيكون منافيًا لتعاليم الدين البهائي. صرحت الأمم المتحدة أيضًا بأن الحكومة الإيرانية إذا أقرت بأن العقيدة البهائية ديانة، فسيكون اعترافًا منها بأن حرية الاعتقاد لا تُطبق على الجميع في إيران وأنها لا تلتزم بالإعلان العالمي لحقوق الإنسان والمواثيق الدولية لحقوق الإنسان التي وقعت عليها.
تعَد الديانة اليهودية -بخلاف البهائية- ديانةً مُعترفًا بها في إيران. وبالرغم من عدم ثقة المسؤولين الحكوميين بدولة إسرائيل، لا تهاجم الحكومة الإيرانية الديانة اليهودية نفسها مباشرة.
تعَد «ولاية الفقيه» السمة المركزية للنظام الجمهوري الإسلامي في إيران. ويتحكم المرشد الأعلى للثورة الإسلامية في أهم مقاليد السلطة، ويُختار هذا المرشد بواسطة مجموعة مكونة من 86 فقيهًا دينيًا. ويجب أن تُراجَع كافة قوانين مجلس الشورى الإسلامي لمطابقتها مع القانون والمبادئ الإسلامية بواسطة مجلس صيانة الدستور، الذي يتكون من ستة فقهاء دينيين يعينهم المرشد الأعلى وستة فقهاء قانونيين مُرشحين بواسطة رئيس السلطة القضائية ليُنتخَبوا بواسطة البرلمان الإيراني.
يُراقَب النشاط الديني عن كثب بواسطة وزارة الثقافة والإرشاد الإسلامي ووزارة الاستخبارات والأمن الوطني الإيرانية. لا يُطلب من أعضاء الأقليات الدينية المُعترف بها أن يسجلوا أنفسهم بشكل فردي مع الحكومة الإيرانية، ولكن تخضع مجتمعاتهم وأنشطتهم ومنظماتهم الدينية والثقافية -بما يتضمن المدارس- للمراقبة عن كثب. تدخل مهمة تسجيل البهائيين ضمن مهام الشرطة الإيرانية. تعرضت الطوائف المسيحية الإنجيلية لضغوط من السلطات الحكومية لجمع قوائم بأعضاء هذه الطوائف وتقديمها، ولكن قاوم الإنجيليون هذه الضغوط ورفضوا هذا الطلب. تجبر الحكومة أصحاب محلات البقالة من غير المسلمين أن يُظهروا انتماءهم الديني على واجهة محلاتهم.